# Lycosa storri
Lycosa storri är en spindelart som beskrevs av McKay 1973. Lycosa storri ingår i släktet Lycosa och familjen vargspindlar.
Artens utbredningsområde är Western Australia. Inga underarter finns listade i Catalogue of Life.